# Gnathium bicolor
Gnathium bicolor es una especie de coleóptero de la familia Meloidae.

## Distribución geográfica
Habita en Argentina.